# Lijst van betaaldvoetbalclubs in Argentinië
Dit is een overzicht van betaald voetbalclubs in Argentinië. CA staat voor Club Atlético.

## A
- Club Almagro
- Argentinos Juniors
- Arsenal de Sarandí

## B
- CA Banfield
- Boca Juniors

## C
- Chacarita Juniors
- Colón de Santa Fe
- Club Deportivo Morón

## E
- Estudiantes de La Plata

## F
- Ferro Carril Oeste

## G
- Gimnasia La Plata
- Godoy Cruz

## H
- Huracán de Tres Arroyos

## I
- CA Independiente
- Independiente de Bigand
- Instituto

## L
- CA Lanús

## N
- Newell's Old Boys

## O
- Olimpo de Bahía Blanca

## P
- Puerto Nuevo

## Q
- Quilmes

## R
- Racing Club de Avellaneda
- CA River Plate
- Rosario Central

## S
- CA San Lorenzo de Almagro

## T
- Talleres

## U
- Unión de Santa Fe

## V
- Vélez Sársfield

## Z
Argentinië · 
België · 
Brazilië · 
Duitsland · 
Engeland · 
Frankrijk · 
India · 
Italië ·
Kroatië ·  
Nederland · 
Oostenrijk · 
Portugal · 
Schotland · 
Spanje · 
Turkije